# Museum for African Art

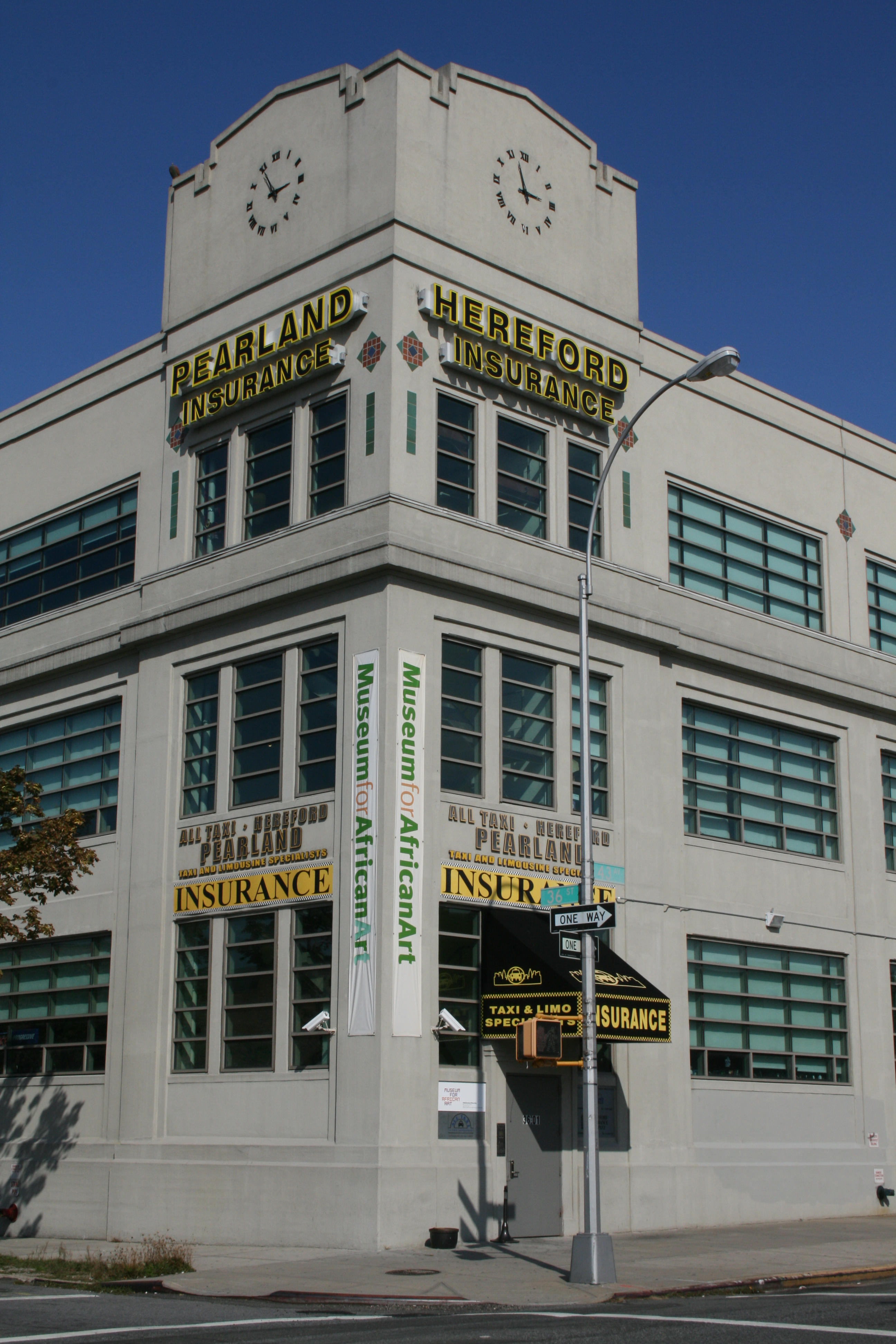
Museum for African Art

Das Museum for African Art befindet sich im Stadtteil Long Island City im Stadtbezirk Queens von New York City (USA).

## Auftrag
Das Museum for African Art widmet sich den Künsten und Kulturen Afrikas und der afrikanischen Diaspora und fördert das öffentliche Verständnis und die Wertschätzung hierfür seit seiner Gründung im Jahre 1984. Das Museum bietet neben Ausstellungen auch Bildungsprogramme sowie einen Laden, in dem authentisches handgemachtes afrikanisches Kunsthandwerk verkauft wird. Seit seinem Bestehen hat das Museum fast 60 Ausstellungen realisiert, die anschließend an fast 140 Orten in den Vereinigten Staaten und weltweit in 15 weiteren Ländern gezeigt wurden.

## Geschichte
Begonnen als Center for African Art, war die Gründungsdirektorin des Museums Susan Mullin Vogel, die zuvor als Kuratorin im Department of Primitive Art am Metropolitan Museum of Art tätig war. Während ihrer Zeit als Direktorin des Museum for African Art realisierte Susan Mullin Vogel Ausstellungen, die die bisherige Art der Präsentation von afrikanischer Kunst für ein westliches Publikum in Frage stellten. Erwähnenswert sind in diesem Zusammenhang die Ausstellungen "Art/Artifact: African Art in Anthropology Collections" (1988), "Exhibition-ism: Museums and African Art" (1994) und "Africa Explores: 20th-Century African Art" (1991).
2005 war das Museum eines von 406 sozialen und kulturellen Institutionen New York Citys, die einen Teil eines 20-Millionen-Dollar-Topfs der Carnegie Corporation erhielten, was durch eine entsprechend hohe Spende des Bürgermeisters von New York City Michael Bloomberg an die Carnegie Corporation ermöglicht wurde.
Das Museum for African Art wird manchmal mit dem National Museum of African Art in Washington, D.C. verwechselt.

## Umzug und Erweiterung
Das Museum wird in der zweiten Jahreshälfte von 2012 in sein neues Zuhause auf der Museum Mile an der Ecke der Fifth Avenue und 110th Street in New York Citys Stadtteil Manhattan in Harlem einziehen. Das neue Gebäude wurde von Robert A. M. Stern entworfen. Bürgermeister Michael Bloomberg sagte, dass dies "das erste neu erbaute Museum auf der Museum Mile ist, seitdem das großartige Guggenheim 1959 eröffnet wurde." (englisch: “the first new construction of a museum on Museum Mile since the great Guggenheim opened in 1959.”) Zugleich wird dadurch das Museum für viele New Yorker und Touristen besser erreichbar. Das neue Gebäude wird dem Museum mit Theater, Bildungszentrum, Bibliothek, Seminarräumen, Veranstaltungsräumen, einem Restaurant und einem Museumsladen eine Fläche von ungefähr 8.400 m² zur Verfügung stellen, wovon ca. 1.500 m² Ausstellungsfläche sein werden. Darüber hinaus wird das Gebäude eine Reihe von Wohnungen beinhalten.